# Frans USFSA voetbalkampioenschap 1896
In 1896 werd het derde Franse kampioenschap georganiseerd door de USFSA. Er namen enkel clubs deel uit Parijs en onmiddellijke omgeving. Naast de 1ste serie was er ook een 2de serie waarin nog vijf clubs speelden en drie reserveclubs uit de eerste klasse. 

## 1ste serie Parijs
| Plaats | Club                  | Winst | Gelijk | Verlies | DV | DT | Ptn |
| ------ | --------------------- | ----- | ------ | ------- | -- | -- | --- |
| 1      | Club Français         | 8     | 0      | 0       | 33 | 2  | 16  |
| 2      | White-Rovers          | 7     | 0      | 1       | 36 | 6  | 14  |
| 3      | Standard AC           | 5     | 0      | 2       | 24 | 11 | 10  |
| 4      | RC France             | 2     | 3      | 3       | 11 | 6  | 7   |
| 5      | CP Asnières           | 3     | 0      | 4       | 10 | 8  | 6   |
| 5      | Paris Star            | 2     | 2      | 4       | 4  | 12 | 6   |
| 7      | SC Neuilly            | 2     | 1      | 5       | 10 | 11 | 5   |
| 8      | United Sports Club    | 2     | 0      | 6       | 12 | 20 | 4   |
| 9      | UA 1er arrondissement | 0     | 2      | 6       | 2  | 66 | 2   |

1894 ·
1895 ·
1896 ·
1897 ·
1898 ·
1899 ·
1900 ·
1901 ·
1902 ·
1903 ·
1904 ·
1905 ·
1906 ·
1907 ·
1908 ·
1909 ·
1910 ·
1911 ·
1912 ·
1913 ·
1914 · 
1915 · 1916 · 1917 · 1918 · 
1919